# Tanna viridis
Tanna viridis és una espècie d'hemípter auquenorrinc de la família dels cicàdids.